# Saint-Martin-du-Var
Pour les articles homonymes, voir Saint-Martin.
Saint-Martin-du-Var  est une commune française située dans le département des Alpes-Maritimes, en région Provence-Alpes-Côte d'Azur.
Ses habitants sont appelés les Saint-Martinois et le Saint-Martinoises.

## Géographie

### Localisation
Elle est située à proximité de la RD 6202, voie qui s'engage dans le massif alpin quelques kilomètres plus au nord en empruntant de profondes gorges, à 26 km de Nice.

### Géologie et relief
La commune s'étend sur les terrains gagnés sur le Var par les endiguements réalisés au milieu du XIXe siècle et sur les collines de l'ancien terroir de La Roquette-Saint Martin, et couvre 559 ha.
Outre le centre ville, on distingue également les quartiers Saint-Joseph et Les Condamines.

### Catastrophes naturelles - Sismicité
Le 2 octobre 2020, de nombreux villages des diverses vallées des Alpes-Maritimes (Breil-sur-Roya, Fontan, Roquebillière, St-Martin-Vésubie, Tende...) sont fortement impactés par un "épisode méditerranéen" de grande ampleur. Certains hameaux sont restés inaccessibles jusqu'à plus d'une semaine après la catastrophe et l'électricité n'a été rétablie que vers le 20 octobre. L'Arrêté du 7 octobre 2020 portant reconnaissance de l'état de catastrophe naturelle a identifié 55 communes, dont Saint-Martin-du-Var, au titre des "Inondations et coulées de boue du 2 au 3 octobre 2020".
Commune située dans une zone de sismicité moyenne,.

### Hydrographie et les eaux souterraines
Cours d'eau sur la commune ou à son aval :
- Outre le Var, la commune est traversée par la rivière l'Esteron.
- Elle est structurée par les vallons de l'Ubac, de Récastron et de Saint-Blaise.

Saint-Martin-du-Var dispose de la station d'épuration intercommunale de Nice d'une capacité de 650 000 équivalent-habitants.

### Climat
Pour des articles plus généraux, voir Climat de Provence-Alpes-Côte d'Azur et Climat des Alpes-Maritimes.
En 2010, le climat de la commune est de type climat méditerranéen franc, selon une étude du Centre national de la recherche scientifique s'appuyant sur une série de données couvrant la période 1971-2000. En 2020, Météo-France publie une typologie des climats de la France métropolitaine dans laquelle la commune est exposée à un climat méditerranéen et est dans la région climatique Var, Alpes-Maritimes, caractérisée par une pluviométrie abondante en automne et en hiver (250 à 300 mm en automne), un très bon ensoleillement en été (fraction d’insolation > 75 %), un hiver doux (8 °C) et peu de brouillards.
Pour la période 1971-2000, la température annuelle moyenne est de 15 °C, avec une amplitude thermique annuelle de 15,7 °C. Le cumul annuel moyen de précipitations est de 893 mm, avec 5,7 jours de précipitations en janvier et 3,2 jours en juillet. Pour la période 1991-2020, la température moyenne annuelle observée sur la station météorologique de Météo-France la plus proche, « Levens », sur la commune de Levens à 5 km à vol d'oiseau, est de 12,9 °C et le cumul annuel moyen de précipitations est de 982,1 mm. 
La température maximale relevée sur cette station est de 35,1 °C, atteinte le 28 juin 2019 ; la température minimale est de −7,8 °C, atteinte le 6 février 2012,,.
Les paramètres climatiques de la commune ont été estimés pour le milieu du siècle (2041-2070) selon différents scénarios d'émission de gaz à effet de serre à partir des nouvelles projections climatiques de référence DRIAS-2020. Ils sont consultables sur un site dédié publié par Météo-France en novembre 2022.

### Voies de communications et transports

#### Voies routières
La RD 6202, ancienne RN 202, assure une desserte complète de la plaine du Var.

#### Transports en commun
Transport en Provence-Alpes-Côte d'Azur
- Gare de Saint-Martin-du-Var : Chemins de fer de Provence[14].
- Commune desservie par le réseau Lignes d'Azur[15].

### Intercommunalité
Commune membre de la Métropole Nice Côte d'Azur.

## Urbanisme

### Typologie
Au 1er janvier 2024, Saint-Martin-du-Var est catégorisée bourg rural, selon la nouvelle grille communale de densité à 7 niveaux définie par l'Insee en 2022.
Elle appartient à l'unité urbaine de Saint-Martin-du-Var, une unité urbaine monocommunale constituant une ville isolée,. Par ailleurs la commune fait partie de l'aire d'attraction de Nice, dont elle est une commune de la couronne,. Cette aire, qui regroupe 100 communes, est catégorisée dans les aires de 200 000 à moins de 700 000 habitants,.

### Occupation des sols
L'occupation des sols de la commune, telle qu'elle ressort de la base de données européenne d’occupation biophysique des sols Corine Land Cover (CLC), est marquée par l'importance des forêts et milieux semi-naturels (61,3 % en 2018), en diminution par rapport à 1990 (73,8 %). La répartition détaillée en 2018 est la suivante : 
zones urbanisées (35,1 %), milieux à végétation arbustive et/ou herbacée (33,5 %), forêts (14,6 %), espaces ouverts, sans ou avec peu de végétation (13,2 %), zones agricoles hétérogènes (3,5 %).
L'évolution de l’occupation des sols de la commune et de ses infrastructures peut être observée sur les différentes représentations cartographiques du territoire : la carte de Cassini (XVIIIe siècle), la carte d'état-major (1820-1866) et les cartes ou photos aériennes de l'IGN pour la période actuelle (1950 à aujourd'hui).

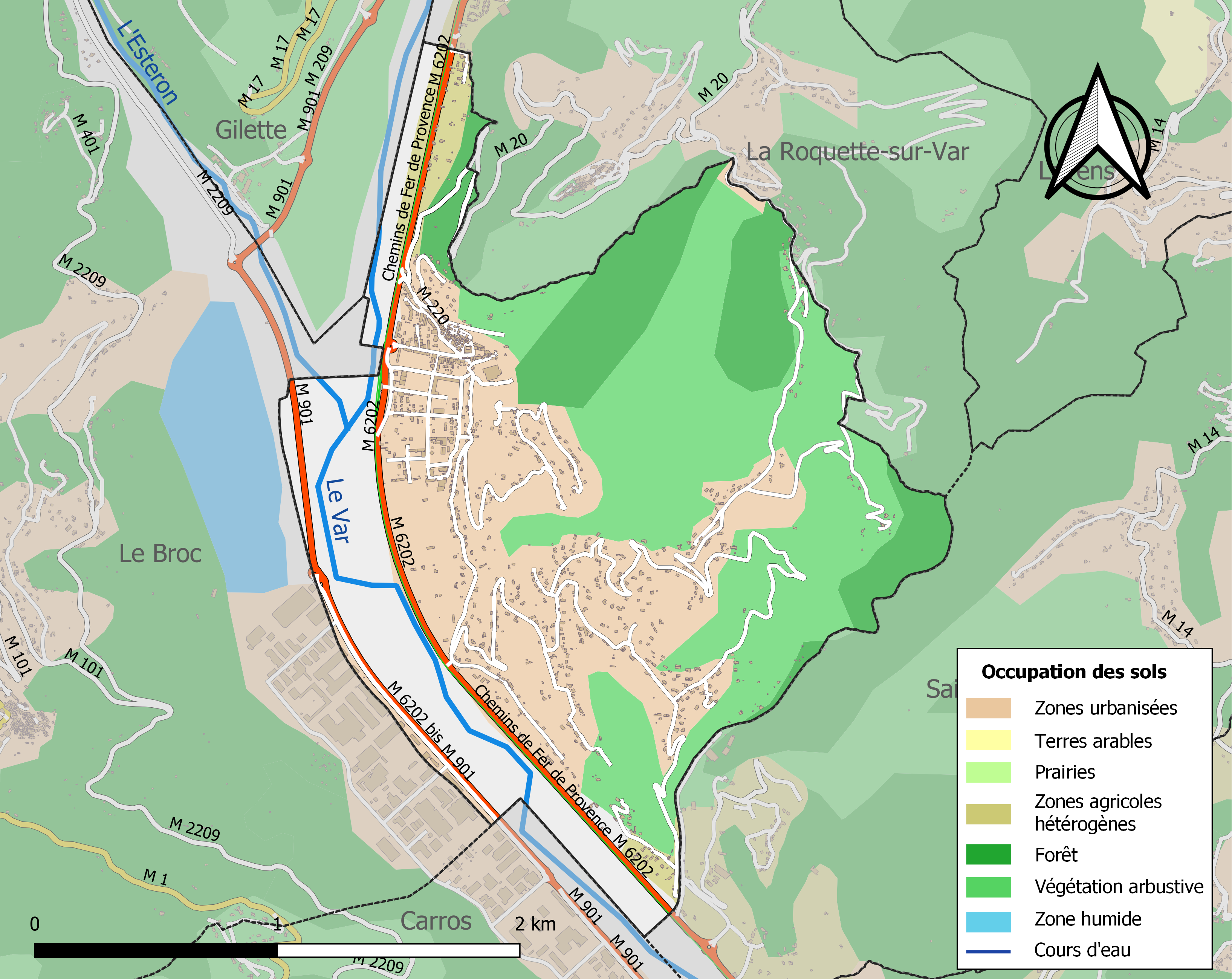
Carte de l'occupation des sols de la commune en 2018 (CLC).

### Communes limitrophes
| Gilette | La Roquette-sur-Var | La Roquette-sur-Var |
| Le Broc | Saint-Martin-du-Var | Saint-Blaise        |
| Le Broc | Carros              | Saint-Blaise        |

## Économie

### Entreprises et commerces

#### Agriculture
- Les Jardins Familiaux[22].
- Agriculteurs[23],[24].

#### Tourisme
- Gîtes communaux.
- Meublés.
- Restaurants.

#### Commerces
- Commune à l'origine agricole, l’essor industriel à partir de 1897 a été possible avec l’arrivée du chemin de fer et par son sous-sol riche en argile calcaire, en marnes et en gypse permettant la production de tuiles et de briques.
- La commune participe de l'Éco-vallée de la plaine du Var mais aucune réalisation de la part de l'EPA n'y est pour l'instant prévue.
- Commerces et services de proximité[25].

## Histoire
La commune est née en 1867 du démembrement de la commune de La Roquette-Saint-Martin. Le nom de Saint-Martin est celui d'une villa de l'abbaye Saint-Pons de Nice fondée à l'époque carolingienne, d'autres parlent de l'abbaye de Lérins.

### Grandes crues
Les grandes crues du Var des années 1750 ont emporté les hectares de jardins gagnés sur le fleuve au cours des siècles, l'église paroissiale et quelques maisons. L'église est reconstruite un peu plus haut, à l'est du village. Une crue du Var s'est produite en 1994 ne faisant pas de dégâts humains.

### Bataille de Gilette
La bataille de Gilette en septembre 1793 symbolise l'arrêt des reculs des armées révolutionnaires face aux pays coalisés contre la France. Le maréchal de Wins, commandant les troupes piémontaises et niçoises, ne parvient pas à prendre le village fortifié de Gilette bien défendu par le général Dugommier. La bataille, en plusieurs combats, a causé plusieurs centaines de tués.
L'épisode a été représenté par le peintre Roehn et figure dans la Galerie des batailles à Versailles. Saint-Martin a joué un rôle de base arrière pour les Français dans ces combats. Les gueyeurs du lieu ont facilité le passage du Var pour les hommes de Dugommier. On rapporte que les boulets qui sont scellés dans la façade de l'église ont été offerts par le général français en reconnaissance de cette aide.

### Endiguement de la rive gauche
Inauguration avec faste le 11 février 1845 au Baou-Roux du début des opérations d'endiguement de la rive gauche du Var.

### Séparation des deux villages
Séparation en 1867, après une longue et difficile procédure, des deux villages de la commune de La Roquette-Saint Martin. La demande de séparation a été faite par une majorité des habitants de La Roquette dirigés par l'avocat Prosper Raybaud, futur maire du lieu. L'opération coupait artificiellement le terroir en deux.

### Combats d'août 1944
Combats d'août 1944 dans le cadre de la contre-offensive allemande sur Levens. Plusieurs résistants sont tués entre le 19 et le 24 août.
La rue principale porte depuis le nom de monsieur René Antoniucci, mort pour la France à l'âge de 20 ans en combattant contre les Allemands.

## Héraldique
| Blason de Saint-Martin-du-Var | Blason  | D’or au pont d’une arche et deux demies d’azur sous lequel serpente une rivière du même, surmonté d’un globe terrestre enflammé de gueules. |
| Blason de Saint-Martin-du-Var | Détails | Le statut officiel du blason reste à déterminer.                                                                                            |

## Politique et administration

### Tendances politiques et résultats
Saint-Martin-du-Var a politiquement longtemps dénoté dans la région avec des municipalités issues du Parti communiste français entre l'après-guerre et 2001.
Cependant, cette tendance communiste au niveau municipal ne semble pas se confirmer lors des votes plus nationaux, départementaux ou/et régionaux. En effet, dès 2002, les habitant.e.s de la commune ont placé le candidat d'extrême droite Jean-Marie Le Pen en tête au premier tour de l'élection présidentielle lui accordant 28,43 % de leurs suffrages. Cette tendance à voter très à droite se confirme durant chaque élection dans la commune, ainsi en 2007 les inscrit.e.s ont choisi Nicolas Sarkozy avec 36,87 % des suffrages au premier tour puis largement au second tour (63,56 %).
En 2022, 62,86 % des habitant.e.s ont choisi la dirigeante d'extrême droite Marine Le Pen au second tour de l'élection présidentielle alors qu'elle n'a réalisé qu'un score de 41,45% au niveau national.

On peut donc conclure que la tendance politique à Saint-Martin-du-Var se place très à droite voir à l'extrême droite.

### Budget et fiscalité 2019
En 2019, le budget de la commune était constitué ainsi :
- total des produits de fonctionnement : 2 428 000 €, soit 820 € par habitant ;
- total des charges de fonctionnement : 1 959 000 €, soit 661 € par habitant ;
- total des ressources d'investissement : 6 142 000 €, soit 2 074 € par habitant ;
- total des emplois d'investissement : 5 394 000 €, soit 1 822 € par habitant ;
- endettement : 3 397 000 €, soit 1 147 € par habitant.

Avec les taux de fiscalité suivants :
- taxe d'habitation : 11,63 % ;
- taxe foncière sur les propriétés bâties : 8,20 % ;
- taxe foncière sur les propriétés non bâties : 23,59 % ;
- taxe additionnelle à la taxe foncière sur les propriétés non bâties : 0,00 % ;
- cotisation foncière des entreprises : 0,00 %.

Chiffres clés Revenus et pauvreté des ménages en 2017 : médiane en 2017 du revenu disponible, par unité de consommation : 21 840 €.

## Population et société

### Démographie

#### Évolution démographique
L'évolution du nombre d'habitants est connue à travers les recensements de la population effectués dans la commune depuis 1872. Pour les communes de moins de 10 000 habitants, une enquête de recensement portant sur toute la population est réalisée tous les cinq ans, les populations de référence des années intermédiaires étant quant à elles estimées par interpolation ou extrapolation. Pour la commune, le premier recensement exhaustif entrant dans le cadre du nouveau dispositif a été réalisé en 2008.

En 2022, la commune comptait 3 403 habitants, en évolution de +15,75 % par rapport à 2016 (Alpes-Maritimes : +2,85 %, France hors Mayotte : +2,11 %).
| 1872 | 1876 | 1881 | 1886 | 1891 | 1896 | 1901 | 1906 | 1911 |
| ---- | ---- | ---- | ---- | ---- | ---- | ---- | ---- | ---- |
| 431  | 507  | 514  | 506  | 548  | 447  | 560  | 656  | 796  |

| 1921 | 1926 | 1931 | 1936 | 1946 | 1954 | 1962  | 1968  | 1975  |
| ---- | ---- | ---- | ---- | ---- | ---- | ----- | ----- | ----- |
| 874  | 934  | 932  | 794  | 791  | 892  | 1 072 | 1 180 | 1 318 |

| 1982  | 1990  | 1999  | 2006  | 2008  | 2013  | 2018  | 2022  | - |
| ----- | ----- | ----- | ----- | ----- | ----- | ----- | ----- | - |
| 1 528 | 1 869 | 2 197 | 2 463 | 2 541 | 2 735 | 3 059 | 3 403 | - |

### Enseignement
Établissements d'enseignements :
- Écoles maternelle et primaire[39],
- Collège,
- Lycées à Nice, Drap, Vence.

### Santé
Professionnels et établissements de santé :
- Médecins à Saint-Martin-du-Var, Carros,
- Pharmacies à Saint-Martin-du-Var, Carros,
- Hôpitaux à Saint-Jeannet, Vence.

### Cultes
- Culte catholique, Paroisse Saint Benoît les Oliviers[41], Diocèse de Nice.

## Culture locale et patrimoine

### Lieux et monuments
- L’église Saint-Roch[42].
  - L'église Saint Benoît Les Oliviers[43].
- Mégalithe.
- Église[44] dite chapelle Notre-Dame-Del-Bosc[45],[46],[47].
- Ancien moulin.
- Le monument aux morts[48], avec au centre, une céramique de Roland Brice, élève de Fernand Léger, représentant une allégorie de la paix (1955).

#### Iconographie des lieux et monuments

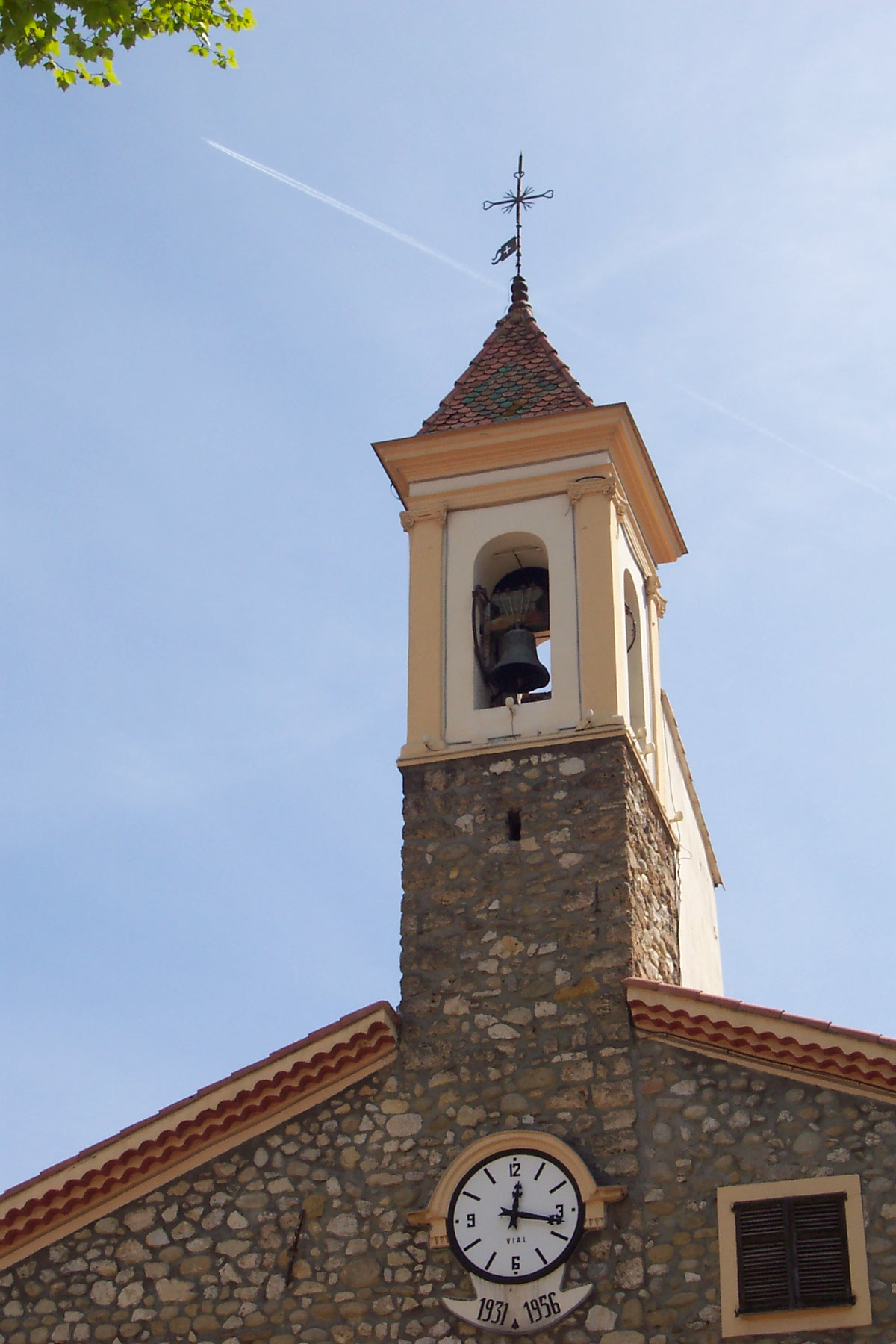
le clocher
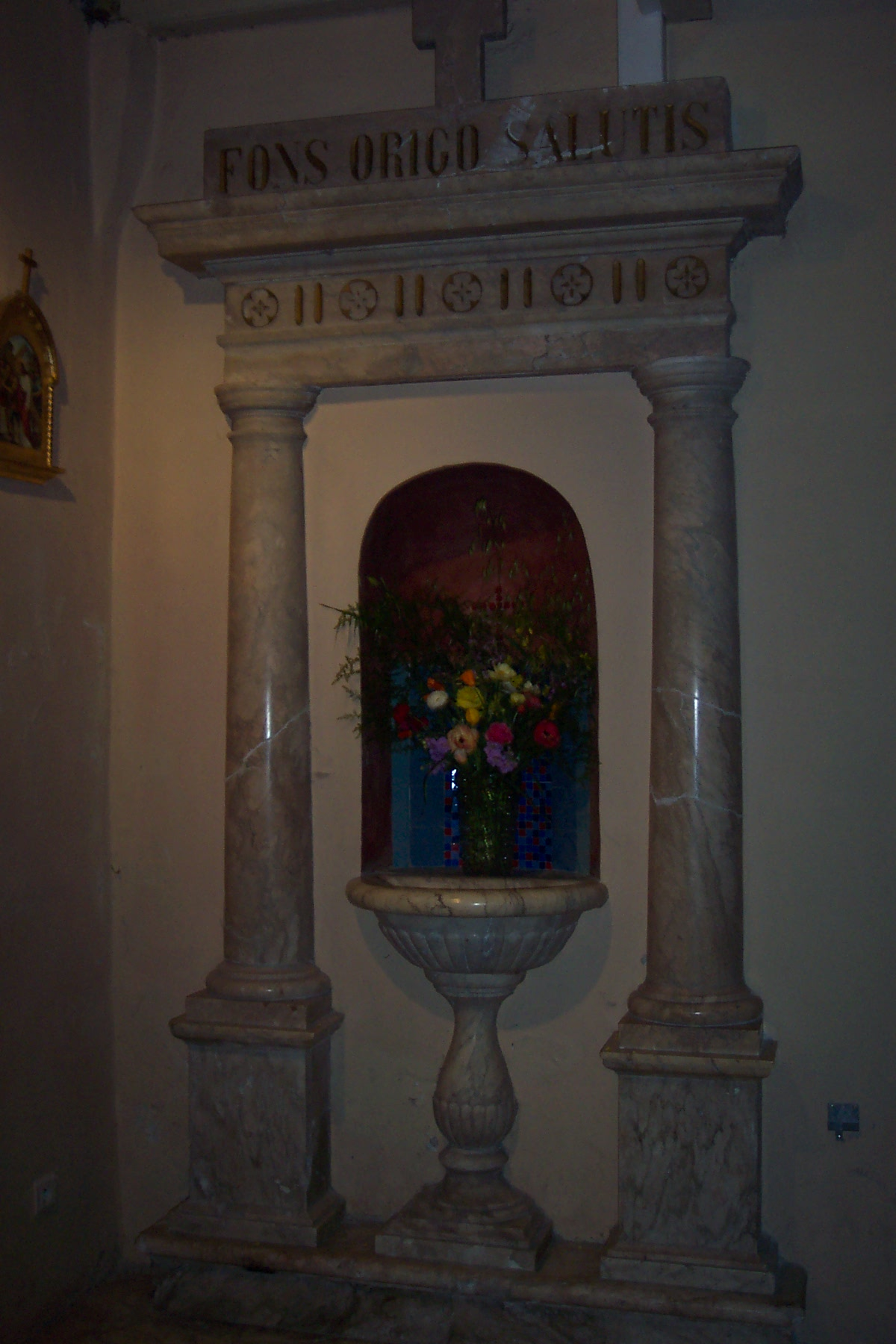
le baptistère
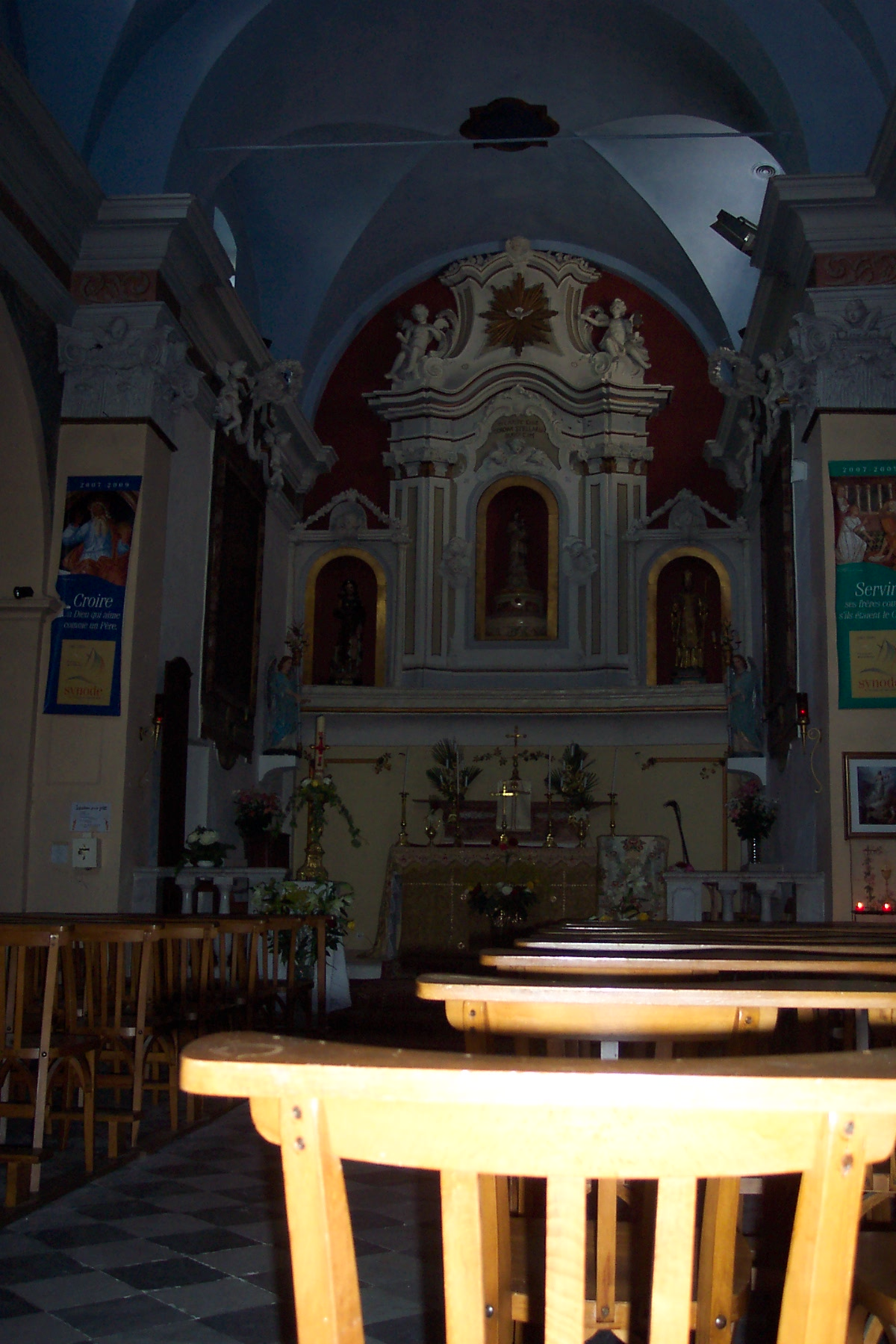
la nef
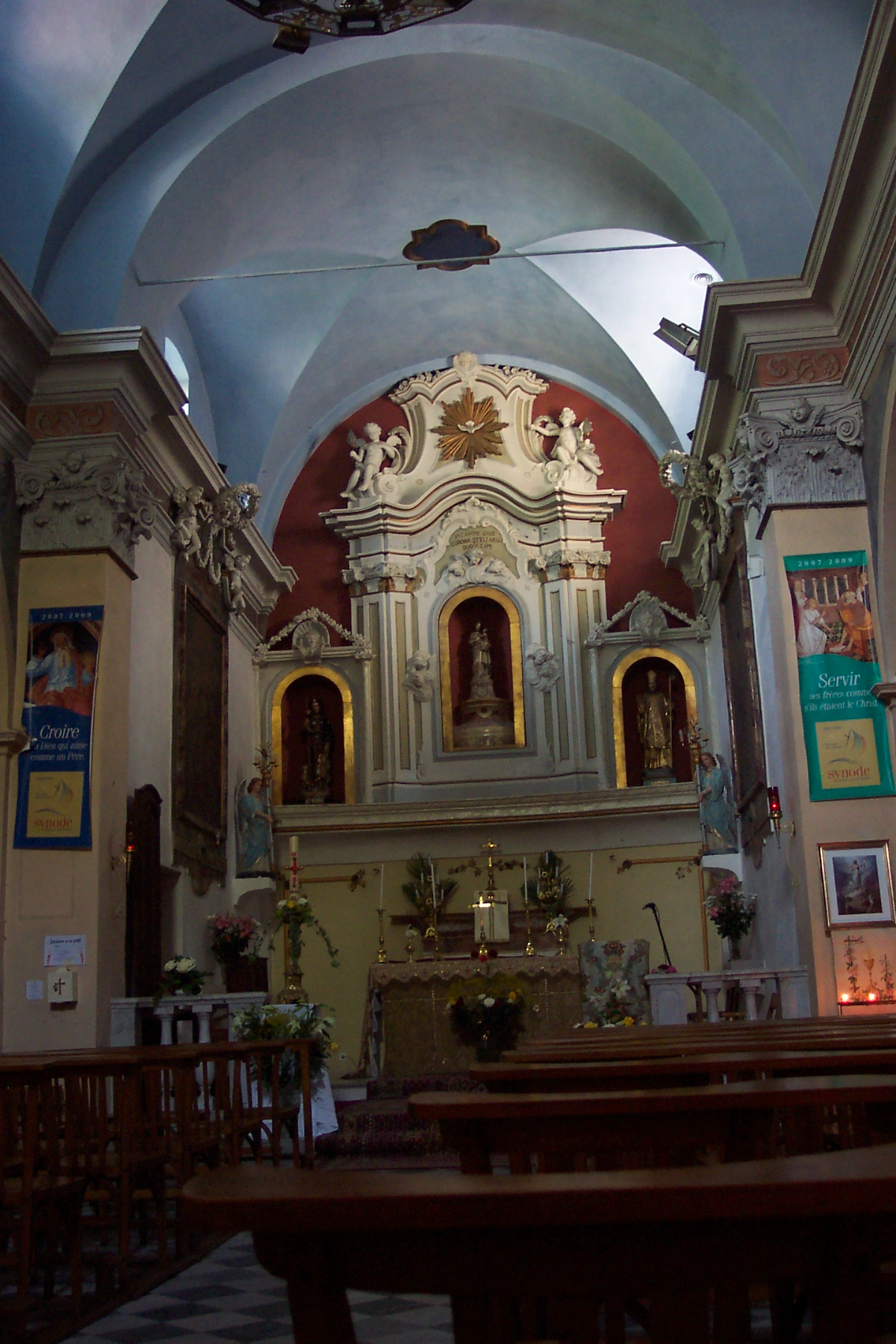
la nef
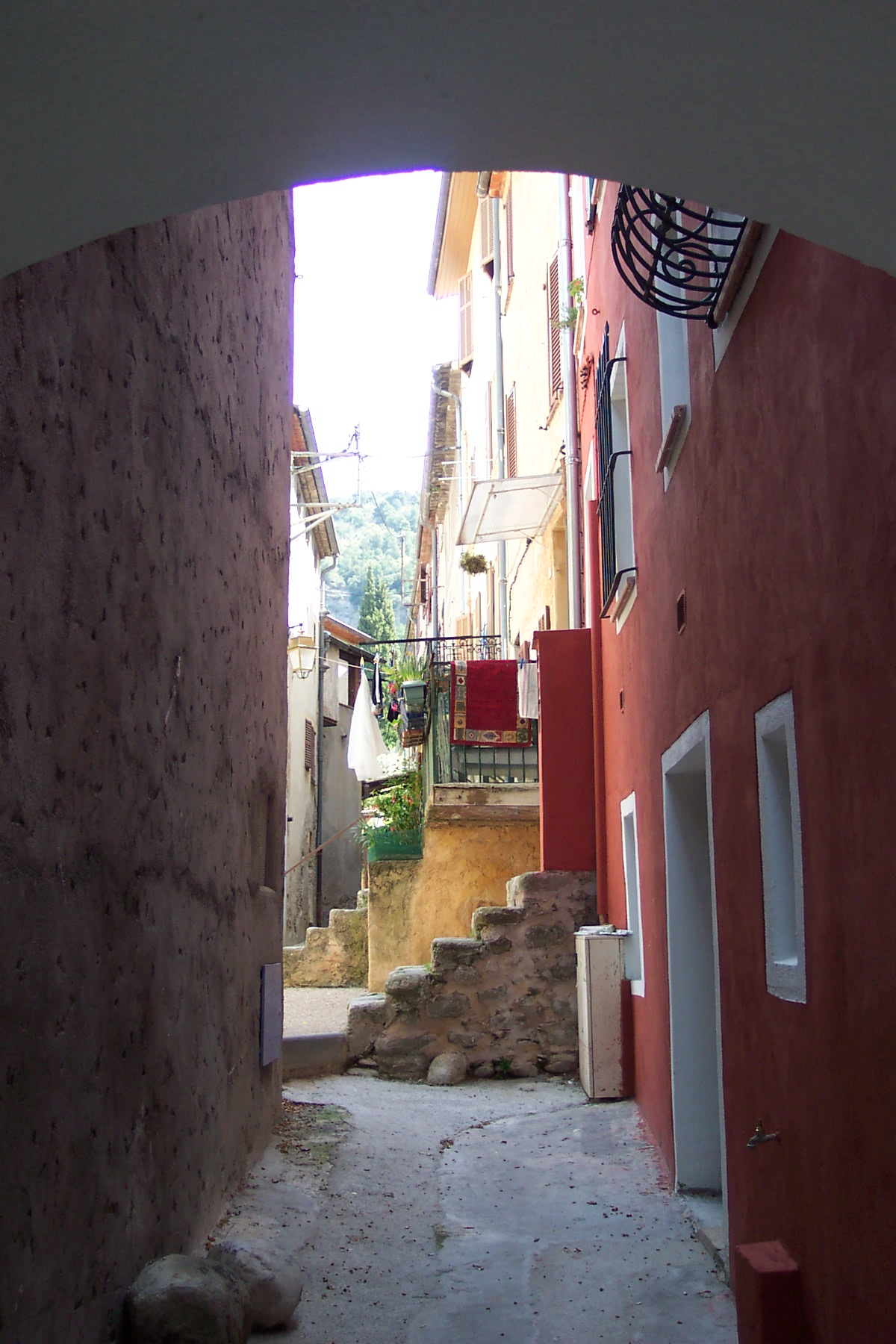
une ruelle près de l'église

## Personnalités liées à la commune
Édouard Baudoin a créé la célébrité de Juan-Les-Pins, au début des années 1920. Il lança la saison d'été sur la Côte d'Azur qui connut son essor populaire après 1936.